# Javier González (volley-ball)
Pour les articles homonymes, voir González et Javier González.
Javier Augusto González Pantón est un joueur cubain de volley-ball né le 21 janvier 1983 à La Havane. Il mesure 1,92 m et joue passeur. Il est international cubain.

## Biographie
Il a profité des matches de la Ligue mondiale 2005 entre Cuba et l'Italie à Vimercate pour s'enfuir de l'hôtel de l'équipe de Cuba et demander l'asile politique à l'Italie, qui le lui a accordé.

## Clubs
| Club                    | De        | À         |
| ----------------------- | --------- | --------- |
| Bassano Volley          | 2006-2007 | 2006-2007 |
| Piemonte Volley         | sep 2007  | avr 2008  |
| RSC Doha                | avr 2008  | mai 2008  |
| Piemonte Volley         | 2008-2009 | 2008-2009 |
| Callipo Sport           | 2009-2010 | 2009-2010 |
| Pallavolo Piacenza      | 2010-2011 | 2010-2011 |
| Pallavolo Padoue        | 2011-2012 | 2011-2012 |
| CVM Tomis Constanța     | 2012-2013 | 2012-2013 |
| Piemonte Volley         | 2013-2014 | 2013-2014 |
| ASUL Lyon Volley-Ball   | 2014-2015 | 2015-2016 |
| Chaumont Volley-Ball 52 | 2016-2017 | 2017-2018 |
| Montpellier Volley UC   | 2018-2019 | 2021-2022 |
| Nice Volley-Ball        | 2022-2023 | en cours  |

## Palmarès
- Championnat de Roumanie (1)
  - Vainqueur : 2013
- Coupe de Roumanie (1)
  - Vainqueur : 2013
- Coupe d'Italie
  - Finaliste : 2009
- Championnat de France de volley-ball masculin (1)
  - Vainqueur : 2017 2022
- Challenge Cup
  - Finaliste : 2017